# Vander Von Odd
Vander Von Odd es una artista drag y cineasta mexicana, conocida por ser la ganadora de la primera temporada de The Boulet Brothers' Dragula.

## Carrera
Vander conoció el arte drag a través de shows en locales de ambiente LGBT, y entre sus referentes cita al icono transformista Barbette. Con el tiempo, ella misma comenzó a incursionar en el drag y a realizar actuaciones bajo un estilo drag más alternativo.
En 2016 compitió en la primera temporada del programa de telerrealidad estadounidense The Boulet Brothers' Dragula, coronándose como ganador de la temporada y la primera en recibir el título de "Próximo Supermonstruo Drag". Para ella Dragula no sólo validó su estilo drag, sino que también supuso una fuerte respuesta a los estándares de drag hiperfemeninos exigidos por RuPaul's Drag Race, y sirvió para otorgar una plataforma al drag alternativo.
En 2018 realizó una colaboración de maquillaje con la revista Cosmopolitan. Ese mismo año fue también entrevista en el podcast Grizzly Kiki.
En 2020 formó parte de la serie documental NightGowns, junto a artistas de la escena drag como Sasha Velour o Sasha Colby.

## Filmografía

### Cine
| Año  | Título          | Papel      | Notas        |
| ---- | --------------- | ---------- | ------------ |
| 2022 | Box on the hill | El Demonio | Cortometraje |

### Televisión
| Año       | Título                       | Papel               | Notas        |
| --------- | ---------------------------- | ------------------- | ------------ |
| 2016-2019 | The Boulet Brothers' Dragula | Ganadora - Invitada | 19 episodios |
| 2017      | Whatta Lark                  | Trixie Barbie Wire  | 1 episodio   |
| 2017-2020 | Hey Qween!                   | Vander Von Odd      | 2 episodios  |
| 2020      | It Listens from the Radio    | Lasso Lou           | 1 episodio   |
| 2020      | Night Gowns                  | Vander Von Odd      | 1 episodio   |
| 2022      | Queer for Fear               | Vander Von Odd      | 1 episodio   |